# 阿尔萨瓦

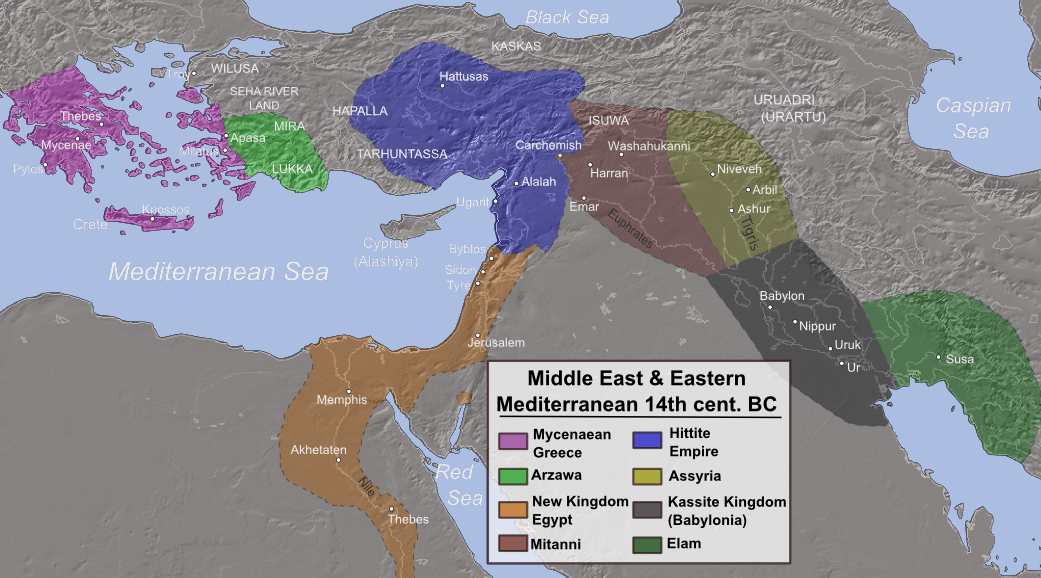
公元前14世纪的主要政权，阿尔萨瓦为浅绿色所示。

阿尔萨瓦（Arzawa）是约公元前15世纪末至公元前12世纪初位于今小亚细亚西部的一个政权。
阿尔萨瓦长期为赫梯王国的宿敌，曾多次被赫梯征服。据赫梯文献记载，其首府为阿帕萨（Apasa），也就是后来希腊人所说的以弗所。